# Confessions of Boston Blackie
Confessions of Boston Blackie é um filme policial estadunidense dirigido por Edward Dmytryk e estrelado por Chester Morris e Harriet Hilliard. Foi lançado em 8 de dezembro de 1941 pela Columbia Pictures.

## Elenco
- Chester Morris como Boston Blackie
- Harriet Hilliard como Diane Parrish
- Martin Spellman as Jimmy Parrish
- Richard Lane como Inspetor Farraday
- George E. Stone como The Runt
- Lloyd Corrigan como Arthur Manleder
- Joan Woodbury como Mona
- Walter Sande como Detective Mathews
- Ralph Theodore como Joe Buchanan
- Kenneth MacDonald como Caulder
- Walter Soderling como Eric Allison
- William Benedict como O Homem do Sorvete (como Billy Benedict)